# Natalia Milan

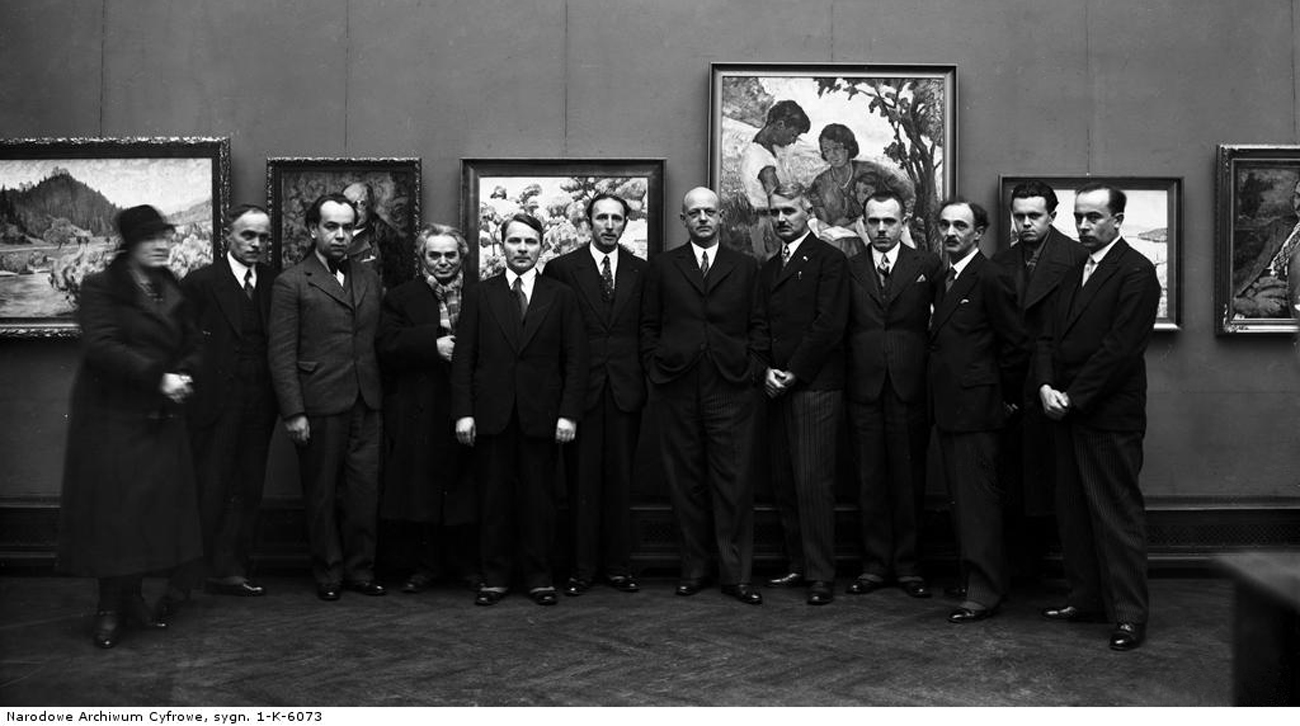
Natalia Milan pierwsza po lewej, podczas wystawy zbiorowej w Pałacu Sztuki w Krakowie w 1934 roku.

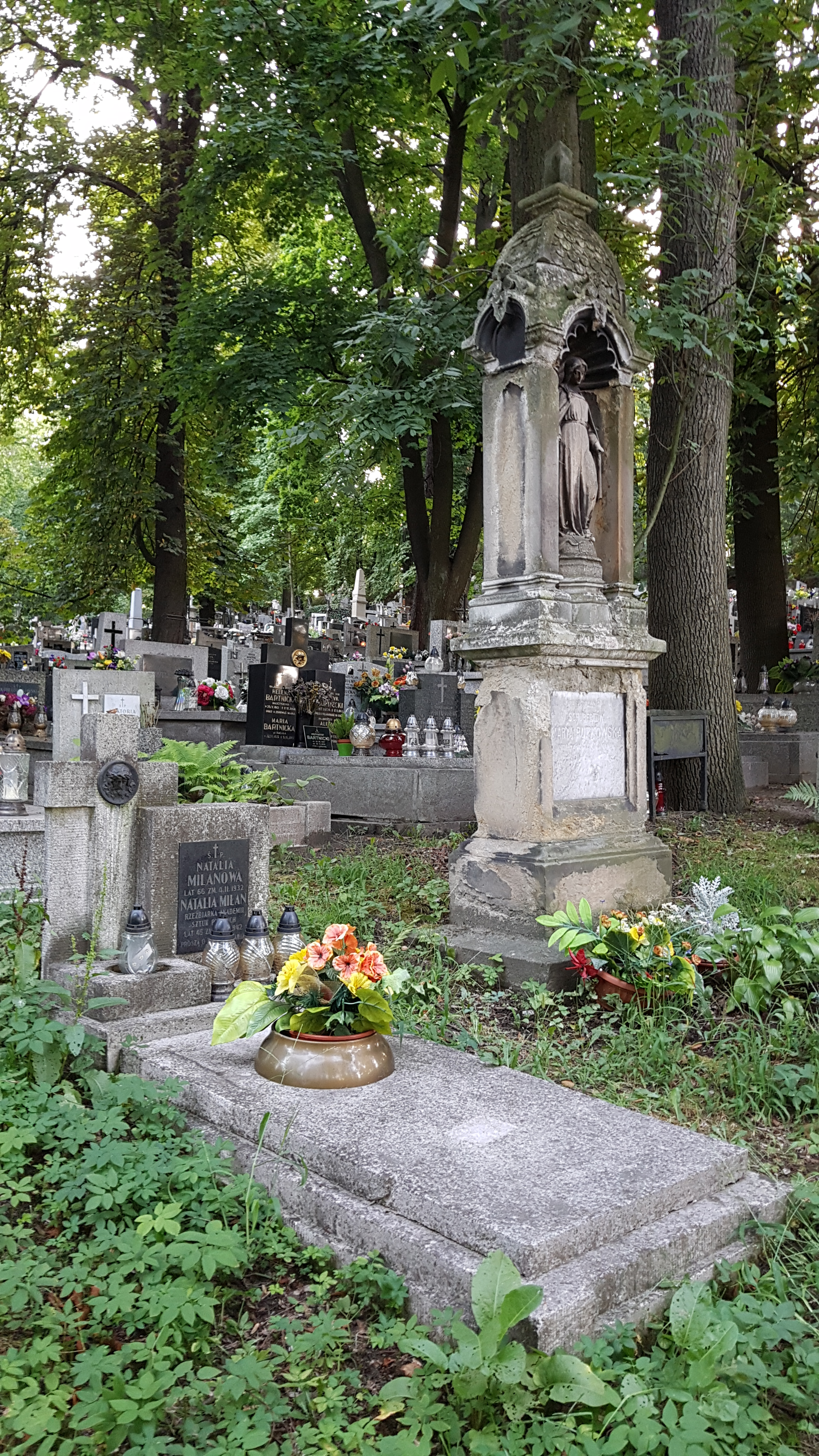
Grób Natalii Milan na Cmentarzu Podgórskim w Krakowie

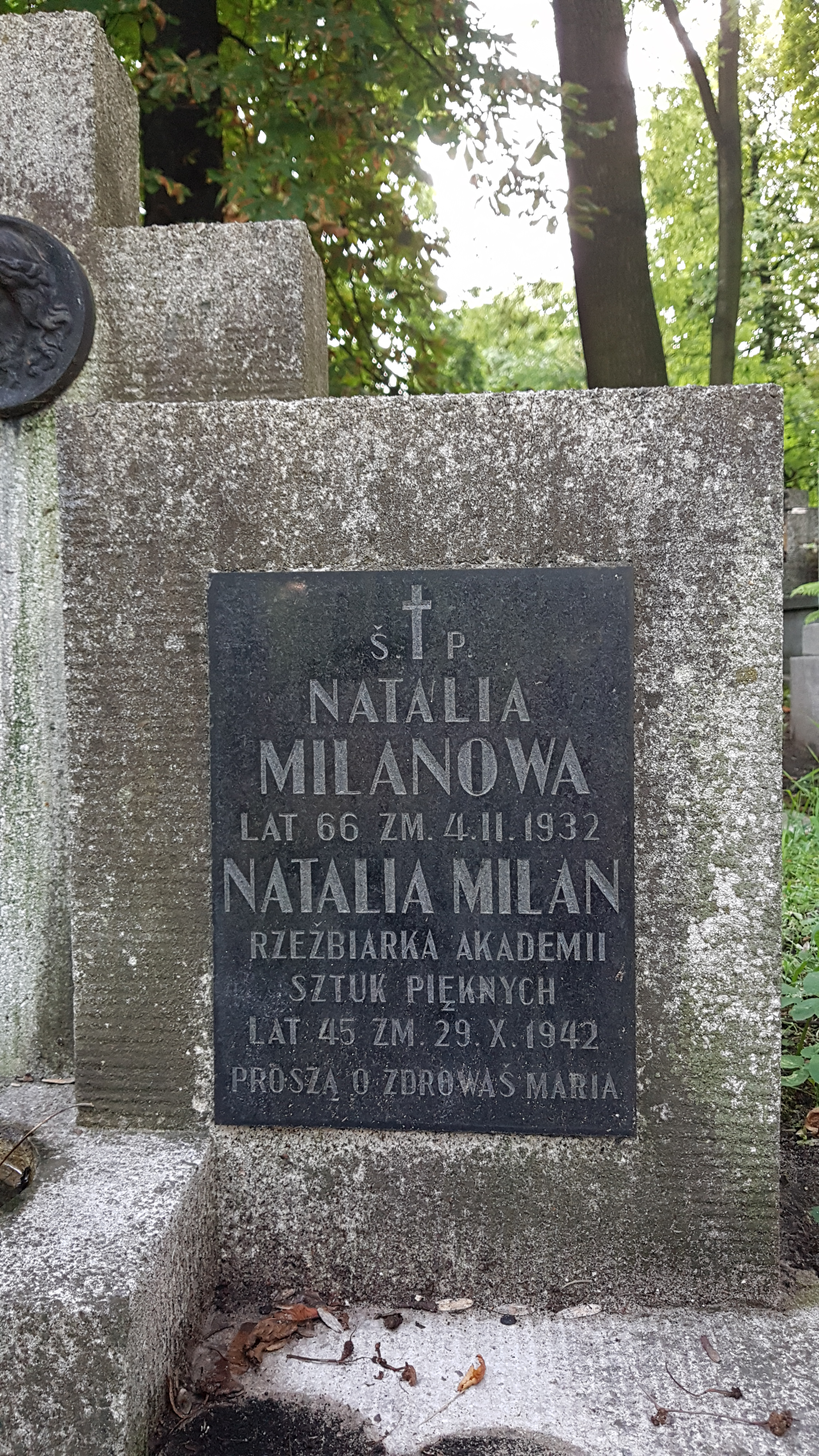
Grób Natalii Milan na Cmentarzu Podgórskim w Krakowie

Natalia Milan (ur. 12 kwietnia 1896 we Lwowie, zm. 29 września 1942 w Krakowie) – rzeźbiarka, jedna z pierwszych studentek na Akademii Sztuk Pięknych w Krakowie.

## Życiorys
Urodziła się jako córka Natalii z domu de Kontorowicz-Matkowskiej i Maksymiliana Milan. Miała siostrę Olgę i brata Aleksandra (absolwenta Wydziału Prawa Uniwersytetu Jagiellońskiego). Około 1902 roku rodzice przeprowadzili się do Krakowa. Świadectwo dojrzałości uzyskała w 1915 w Żeńskim Seminarium Nauczycielskim im. Sebaldy Münnichowej w Krakowie. Uczęszczała na Wyższe Kursy dla Kobiet im. A. Baranieckiego (było to jedyne możliwe na poziomie uniwersyteckim kształcenie dla kobiet, w tym czasie akademia przyjmowała tylko mężczyzn). Tam pobierała lekcje u Wincentego Wodzinowskiego i Piotra Stachiewicza, który zauważył jej talent rzeźbiarski. Skończyła dwumiesięczny kurs pejzażu u artystki Bronisławy Rychter-Janowskiej. Potem w latach 1917–1918 chodziła do Państwowej Szkoły Przemysłowej, gdzie poznała Konstantego Laszczkę, który namówił ją na studia w krakowskiej ASP. 
W 1919 roku rozpoczęła studia na krakowskiej Akademii Sztuk Pięknych na kursach rzeźby prowadzonych przez prof. Konstantego Laszczkę. Jej koleżankami w pracowni były: Zofia Baltarowicz-Dzielińska, Janina Reichert, Roma Szereszewska, Zofia Mars, Olga Niewska i Izabella Koziebrodzka. Była pierwszą ukraińską studentką na akademii. Studiowała do 1925 roku zdobywając nagrody i wyróżnienia za prace przygotowane w czasie studiów. Po studiach rozpoczęła pracę w pierwszym ukraińskim gimnazjum „Ridna szkoła” (Рідна школа) w Drohobyczu jako nauczycielka.
W 1930 roku odbyła podróż do Włoch. Była we Florencji, Wenecji, Carrarze, Sienie i Pizie. Zachwyciły ją tam rzeźby Luki della Robbii, najwyżej jednak ceniła Donatella i Michała Anioła.
W październiku 1931 roku wzięła udział w wystawie krakowskich artystek w Gmachu Towarzystwa Rolniczego wraz z 21 innymi artystkami, w tym Marią Niedzielską i Mają Berezowską. W styczniu 1934 roku wystawiła swoje cztery rzeźby na wystawie zbiorowej w Pałacu Sztuki. Była jedyną kobietą biorącą udział w wystawie (zdjęcie z wystawy obok).
Brała udział w kilku wystawach Stowarzyszenia Artystów Ukraińskich „ANUM”. Należała do grupy artystycznej „Blask”.
Jej ulubionym tematem były akty kobiece oraz portrety. Głównym materiałem, który używała, był gips; rzadziej drewno. Marzyła o rzeźbieniu w marmurze, ale było to niemożliwe ze względów finansowych. Rysowała ołówkiem, kredkami, sangwiną i piórem. Początkowo posługiwała się realizmem, z czasem coraz bardziej syntetyzowała swoje rzeźby. Rzadko kiedy była zadowolona z efektów.
Została pochowana na Nowym Cmentarzu Podgórskim w Krakowie. 

Wydaje mi się, że nie żyłam,
A tylko próbowałam żyć,
Czegoś szukałam, za czymś tęskniłam,
Komuś chciałam wiek cały służyć.
Aż oto i młodość minęła,
Nie żyjąc — zmęczona zasnęłam.

Po śmierci, jej siostra Olga przekazała do Muzeum Narodowego im. Szeptyckiego jej prace rzeźbiarskie, ok. 150 szkiców, a także autobiografię.

## Prace w zbiorach
- Ukraińskie Muzeum Narodowe we Lwowie (m.in. rzeźba Macierzyństwo, ok. 1930)
- Lwowska Galeria Sztuki